# تشنج الرقبة
تشنج الرقبة (بالإنجليزية: Neck spasm)‏ هوَ انقباض لا إرادي في عضلات منطقة الرقبة.

## الأسباب
مِن الأسباب المُحتملة لتشنج الرقبة ما يَلي:
- قلق.
- إجهاد.
- كرب.
- كزاز.
- انفتال العنق المتشنج.
- مرض فيروسي.
- إصابة مَصعِية.
- مُسببات التَشنج الأُخرى.